# Нина Уэст
Эндрю Левитт (англ. Andrew Levitt; род. 10 августа 1977), больше известен как Нина Уэст (англ. Nina West) — американский певец, актёр, активист и дрэг-квин. Большую известность ему принесло участие в одиннадцатом сезоне шоу «Королевские гонки Ру Пола» в 2019 году, где он занял шестое место и получил титул «Мисс Конгениальность».

## Карьера
Впервые Нина Уэст появилась в 2001 году. Её драг-матерью стала Вирджиния Уэст. Нина была ведущей ежегодных шоу «Heels of Horror» в ночном клубе «Axis», а также соревновательного «So You Think You Can Drag?». В 2008 году Нина выиграла награду «Entertainer of the Year», позже её выступление на церемонии вдохновило певицу Сию сделать подобное на фестивале Коачелла. В 2018 году Уэст попала в список журнала Columbus Business First «40 Under 40».
В 2019 году приняла участие в одиннадцатом сезоне шоу «Королевские гонки Ру Пола». Нине дважды удалось выиграть в испытаниях (в третьем и в десятом эпизодах). Тем не менее в 11 эпизоде она проиграла липсинк Силки Натмег Ганаж и выбыла из шоу. В финале она была награждена титулом «Мисс Конгениальность».
После исключения многие знаменитости выразили негодование по поводу исключения Нины, в том числе Скотт Хоинг и Александрия Окасио-Кортес. По словам Левитта, сама Рианна отправила ему личное сообщение со словами поддержки.
В 2019 году в честь Нины Уэст была названа улица в Колумбусе — The Nina West Way. В том же году она была названа одной из самых влиятельных дрэг-квин журналом  New York, также журнал Columbus Underground включил Нину в топ самых лучших артистов в Колумбусе.
Сразу после своего вылета с шоу Нина объявила, что собирается выпустить два альбома: альбом для детей Drag Is Magic и комедийный альбом John Goodman. Оба вышли 17 мая 2019 года.
В 2020 году Нина стала участницей шоу «RuPaul’s Celebrity Drag Race».

## Активизм
Эндрю Левитт является активным борцом за права ЛГБТК+ сообщества, а также гражданских свобод. В 2015 году он основал фонд The Nina West Fund, который сотрудничает с The Columbus Foundation, за годы деятельности фонд собрал более двух миллионов долларов для многих проектов, включая  ACLU of Ohio (гражданские права), Dress for Success Columbus (поддержка женщин), Equitas Health (профилактика ВИЧ/СПИД) и Kaleidoscope Youth Center (поддержка ЛГБТ-молодёжи).
В 2017 году он получил награду Create Columbus Commission Visionary Award от Колумбийского городского совета и от колумбийской ячейки Кампании за права человека.

## Дискография

### Мини-альбомы
| Название                                                                           | Детали                                                                                     | Наивысшая позиция в чарте | Наивысшая позиция в чарте |
| Название                                                                           | Детали                                                                                     | US Kids                   | US Comedy                 |
| ---------------------------------------------------------------------------------- | ------------------------------------------------------------------------------------------ | ------------------------- | ------------------------- |
| Drag Is Magic                                                                      | - Выпущен: 17 мая 2019 - Лейбл: Producer Entertainment Group - Формат: цифровая загрузка   | 9                         | —                         |
| John Goodman                                                                       | - Выпущен: 17 мая 2019 - Лейбл: Producer Entertainment Group - Формат: цифровая загрузка   | —                         | 2                         |
| The West Christmas Ever                                                            | - Выпущен: 8 ноября 2019 - Лейбл: Producer Entertainment Group - Формат: цифровая загрузка | —                         | 5                         |
| Символ «—» означает, что альбом не попал в чарт или не выпускался в данной стране. |                                                                                            |                           |                           |

### Синглы
| Год                                              | Название | Альбом       |
| ------------------------------------------------ | -------- | ------------ |
| «Hucks»                                          | 2019     | John Goodman |
| «Treat Yourself»                                 | 2019     | без альбома  |
| «Lisa Frankenstein» (при участии Bobby Moynihan) | 2019     | без альбома  |
| «Nina the Vampire Slayer»                        | 2020     | без альбома  |
| «Quarantine Dream»                               | 2020     | без альбома  |

## Фильмография

### Фильмы
| Год  | Название  | Роль             | Примечание                  |
| ---- | --------- | ---------------- | --------------------------- |
| 2019 | Coaster   | Нина (озвучка)   | Короткометражный мультфильм |
| 2019 | Ангелы Ру | Играет саму себя | Короткометражный фильм      |

### Телевидение
| Год  | Название                             | Роль             | Примечание |
| ---- | ------------------------------------ | ---------------- | ---------- |
| 2019 | Королевские гонки Ру Пола            | Играет саму себя | Участница  |
| 2019 | Королевские гонки Ру Пола: Закулисье | Играет саму себя | Участница  |
| 2019 | The View                             | Играет саму себя | Гостья     |
| 2020 | RuPaul’s Celebrity Drag Race         | Играет саму себя | Наставник  |

### Веб-сериалы
| Год  | Название       | Роль             |
| ---- | -------------- | ---------------- |
| 2019 | Watcha Packin' | Играет саму себя |
| 2019 | Queen to Queen | Играет саму себя |